# Râul Fruntești
Râul Fruntești sau Râul Dunavăț este un curs de apă, afluent al râului Berheci. 